# آرست
آرست (انگلیسی: ARSAT) شرکت دولتی مخابرات ماهواره‌ای آرژانتینی است، که در سال ۲۰۰۶ توسط دولت آرژانتین تأسیس شد.